# イム・チビン
イム・チビン（任治彬、임치빈、Chi Bin Lim、1979年10月9日 - ）は、韓国出身の男性キックボクサー。KHANジム所属。元WAKO PRO世界スーパーウェルター級王者。
バックボーンはムエタイ。世界プロテコンドーミドル級王者。地元韓国では人気があり、K-1韓国大会の看板選手として活躍している。キャッチコピーは「キック界の韓流スター」。
過去に小林聡や緒形健一から勝利した実績を持つ。ファイトスタイルはムエタイ仕込みのオーソドックスなもので、パンチとキックをそつなく使う。
技術的にはトップクラスの実力を持つが、本来の適正階級はライト〜スーパーライト級であるため、70kg契約で行われるK-1世界大会では苦戦が続いていた。しかし、適正階級で試合をするようになってからは戦績が上向いている。

## 来歴
2003年3月8日、全日本キックボクシング連盟「全日本ライト級最強決定トーナメント」に出場。1回戦で小林聡と対戦し、2RKO勝ち。4月12日に韓国で行われたキックボクシング興行で右足の甲を負傷し、タオル投入によるTKO負けを喫し、その怪我の影響で5月23日の「全日本ライト級最強決定トーナメント」決勝戦は欠場となった。
2005年5月4日、K-1デビュー戦でいきなり魔裟斗と対戦。「魔裟斗に勝てる」などビッグマウスを展開するも、判定負け。魔裟斗は左膝の靭帯を負傷しており万全なコンディションでは無かったにもかかわらずイムは見せ場を作ることは出来ず、実力差があった。試合後は魔裟斗が「楽勝だった」とコメント。一方イムは「あまり差は無かった」とコメントした。
2006年2月25日、K-1 FIGHTING NETWORK KHAN 2006 in BUSANにおけるアジアトーナメントに出場。1回戦でチェ・ジョンユンに判定勝ち、準決勝でパク・ソンファンに判定勝ち、決勝でイ・スファンにTKO勝ちし、優勝を果たした。
2007年2月18日、K-1 FIGHTING NETWORK KHAN 2007 IN SEOULにおけるアジアトーナメントに出場。1回戦で寒川直喜からダウンを奪い判定勝ち、準決勝でキム・ヨンジュンにKO勝ちするも、決勝でイ・スファンにKO負けし、リベンジを許し連覇を逃した。
2007年7月21日、K-1 FIGHTING NETWORK KHAN 2007 〜世界対抗戦〜でアルトゥール・キシェンコに挑むも、TKO負け。
2008年2月24日、K-1 ASIA MAX 2008 IN SEOULで行われたアジアトーナメントに出場。1回戦で鈴木悟、準決勝でオ・デュソク、決勝でK.MAXと3試合KO勝ちで優勝を果たした。
2008年4月9日、K-1 WORLD MAX 2008 FINAL16のトーナメント1回戦で城戸康裕と対戦し、開始40秒右膝蹴りでKO負け。
2009年3月20日、K-1 AWARD & MAX KOREA 2009で行われたアジアトーナメントに出場。1回戦でクォン・ミンソクを破り、準決勝でキム・セギ、決勝でイ・スファンをKOし、2年連続優勝を果たした。
2009年4月21日、K-1 WORLD MAX 2009 FINAL16のトーナメント1回戦で山本優弥と対戦し、2Rに右バックブローでダウンを奪われるなどして判定負けを喫した。
2010年10月3日、K-1 WORLD MAX 2010 FINAL16で吉川英明と対戦し、3-0の判定勝ちを収めた。
2011年4月24日、REBELS.7で、WPMF日本ウェルター級王者渡部太基とM-1ウェルター級王座決定戦を行い、3-0の判定勝ちを収め王座に就いた。

## 戦績
| キックボクシング 戦績 | キックボクシング 戦績 | キックボクシング 戦績 | キックボクシング 戦績 | キックボクシング 戦績 | キックボクシング 戦績 | キックボクシング 戦績 |
| --------------------- | --------------------- | --------------------- | --------------------- | --------------------- | --------------------- | --------------------- |
| 33 試合               | (T)KO                 | 判定                  | その他                | 引き分け              | 無効試合              |                       |
| 23 勝                 | 14                    | 9                     | 0                     | 0                     | 0                     |                       |
| 10 敗                 | 5                     | 5                     | 0                     | 0                     | 0                     |                       |

| 勝敗 | 対戦相手                 | 試合結果                              | 大会名                                                                                   | 開催年月日     |
| ○    | Wesley Wayne Jaya        | 2R 2:42 TKO                           | WAKO PRO WORLD CHAMPIONSHIP in CHUNGJU 【WAKO PRO世界スーパーウェルター級王座決定戦】    | 2011年9月6日   |
| ○    | モサブ・アムラーニ       | 3R+延長R終了 判定5-0                  | REBELS.8 × IT'S SHOWTIME JAPAN countdown-1 【IT'S SHOWTIME世界65kg王座挑戦者決定戦】     | 2011年7月18日  |
| ○    | 渡部太基                 | 5R終了 判定3-0（50-42、50-46、50-46） | 東日本大震災チャリティーイベント“Stand up JAPAN!” REBELS.7 【M-1ウェルター級王座決定戦】 | 2011年4月24日  |
| ○    | 吉川英明                 | 3R終了 判定3-0                        | K-1 WORLD MAX 2010 IN SEOUL -70kg World Championship Tournament FINAL16                  | 2010年10月3日  |
| ○    | Valdet Gashi             | 1R 0:12 KO（右ストレート）            | 2010 WAKO PRO WORLD CHALLENGE IN SEOUL                                                   | 2010年8月21日  |
| ○    | タヒール・メンチチ       | 3R終了 判定3-0                        | K-1 WORLD GP 2009 IN SEOUL FINAL16                                                       | 2009年9月26日  |
| ○    | TATSUJI                  | 3R終了 判定2-0                        | RISE 57                                                                                  | 2009年7月26日  |
| ×    | 山本優弥                 | 3R終了 判定0-3                        | K-1 WORLD MAX 2009 World Championship Tournament FINAL16 【1回戦】                       | 2009年4月21日  |
| ○    | イ・スファン             | 1R 1:50 KO（左フック）                | K-1 AWARD & MAX KOREA 2009 【アジアトーナメント 決勝】                                   | 2009年3月20日  |
| ○    | キム・セギ               | 3R 2:23 KO                            | K-1 AWARD & MAX KOREA 2009 【アジアトーナメント 準決勝】                                 | 2009年3月20日  |
| ○    | クォン・ミンソク         | 3R終了 判定3-0                        | K-1 AWARD & MAX KOREA 2009 【アジアトーナメント 1回戦】                                  | 2009年3月20日  |
| ×    | 城戸康裕                 | 1R 0:40 KO（右膝蹴り）                | K-1 WORLD MAX 2008 World Championship Tournament FINAL16 【1回戦】                       | 2008年4月9日   |
| ○    | K.MAX                    | 3R 2:06 TKO                           | K-1 ASIA MAX 2008 IN SEOUL 【アジアトーナメント 決勝】                                   | 2008年2月24日  |
| ○    | オ・デュソク             | 2R 0:33 TKO（タオル投入）             | K-1 ASIA MAX 2008 IN SEOUL 【アジアトーナメント 準決勝】                                 | 2008年2月24日  |
| ○    | 鈴木悟                   | 3R 0:38 TKO                           | K-1 ASIA MAX 2008 IN SEOUL 【アジアトーナメント 1回戦】                                  | 2008年2月24日  |
| ×    | アルトゥール・キシェンコ | 2R 1:04 TKO（レフェリーストップ）     | K-1 FIGHTING NETWORK KHAN 2007 〜世界対抗戦〜                                            | 2007年7月21日  |
| ×    | イ・スファン             | 1R 1:50 KO（左ミドルキック）          | K-1 FIGHTING NETWORK KHAN 2007 IN SEOUL 【アジアトーナメント 決勝】                      | 2007年2月18日  |
| ○    | キム・ヨンジョン         | 3R 1:40 KO（右アッパー）              | K-1 FIGHTING NETWORK KHAN 2007 IN SEOUL 【アジアトーナメント 準決勝】                    | 2007年2月18日  |
| ○    | 寒川直喜                 | 3R終了 判定3-0                        | K-1 FIGHTING NETWORK KHAN 2007 IN SEOUL 【アジアトーナメント 1回戦】                     | 2007年2月18日  |
| ×    | ヴァージル・カラコダ     | 延長R終了 判定0-2                     | K-1 FIGHTING NETWORK KHAN 2006 in SEOUL                                                  | 2006年9月16日  |
| ×    | 小比類巻貴之             | 3R 2:46 TKO（右ローキック）           | K-1 WORLD MAX 2006 〜世界一決定トーナメント開幕戦〜 【1回戦】                            | 2006年4月5日   |
| ○    | イ・スファン             | 3R 1:30 TKO（3ノックダウン：パンチ）  | K-1 FIGHTING NETWORK KHAN 2006 in BUSAN 【アジアトーナメント 決勝】                      | 2006年2月25日  |
| ○    | パク・ソンファン         | 3R終了 判定2-0                        | K-1 FIGHTING NETWORK KHAN 2006 in BUSAN 【アジアトーナメント 準決勝】                    | 2006年2月25日  |
| ○    | チェ・ジョンユン         | 3R終了 判定3-0                        | K-1 FIGHTING NETWORK KHAN 2006 in BUSAN 【アジアトーナメント 1回戦】                     | 2006年2月25日  |
| ×    | アルバート・クラウス     | 3R終了 判定0-3                        | K-1 FIGHTING NETWORK KOREA MAX 2005                                                      | 2005年11月5日  |
| ×    | 宍戸大樹                 | 5R終了 判定0-3                        | SHOOT BOXING 20th ANNIVERSARY SERIES 4th                                                 | 2005年9月25日  |
| ○    | 緒形健一                 | 2R終了時 TKO（右目負傷）              | SHOOT BOXING 20th ANNIVERSARY SERIES 3rd                                                 | 2005年6月26日  |
| ○    | デビッド・フェルナンデス | 1R 0:10 KO                            | KOMA(King Of Martial Arts) MS 'The Fame'                                                 | 2005年6月4日   |
| ×    | 魔裟斗                   | 3R終了 判定0-3                        | K-1 WORLD MAX 2005 〜世界一決定トーナメント開幕戦〜                                      | 2005年5月4日   |
| ×    | ナムサックノーイ         | 4R KO                                 | XENIA X-Fighter                                                                          | 2004年10月13日 |
| ○    | 小林聡                   | 2R 1:53 KO                            | 全日本キックボクシング連盟 全日本ライト級最強決定トーナメント【1回戦】                   | 2003年3月8日   |
| ○    | 大月敦史                 | 4R 0:33 TKO（タオル投入）             | 全日本キックボクシング連盟「KICK ENERGY」                                                | 2003年1月4日   |
| ○    | 山本優弥                 | 判定                                  | 龍PROMOTION「I.K.M.F. 韓国・日本4VS4マッチ」                                             | 2002年12月1日  |
| ○    | 藤牧孝仁                 | 2R 0:25 KO（右肘打ち）                | 全日本キックボクシング連盟「Brandnew Fight」                                             | 2002年10月17日 |

## 獲得タイトル
- IKMF韓国格闘技協会ライト級王座
- 世界プロテコンドーミドル級王座
- 韓国ムエタイ総連ウェルター級王座
- K-1 FIGHTING NETWORK KHAN in BUSAN 2006 優勝
- K-1 FIGHTING NETWORK KHAN in SEOUL 2007 準優勝
- K-1 ASIA MAX 2008 IN SEOUL（アジアトーナメント） 優勝
- K-1 AWARD & MAX KOREA 2009（アジアトーナメント） 優勝
- M-1ウェルター級王座
- WAKO PRO世界スーパーウェルター級王座